# Georg Carl Andreas Wagner
Georg Carl Andreas Wagner (* 1794; † 1. Dezember 1854) war ein Königlich Hannoverscher Hof-Schauspieler und -Theater-Inspizient.

## Leben
Georg Carl Andreas Wagner wurde noch zur Zeit des Kurfürstentums Hannover zur Zeit der Personalunion zwischen Großbritannien und Hannover 1794 geboren und wuchs in die sogenannte „Franzosenzeit“ hinein. Nach der Erhebung zum Königreich Hannover wirkte er im Schlossopernhaus im Leineschloss, und zwar sowohl als Schauspieler auf der Bühne sowie als Theater-Inspizient hinter der Bühne, von wo aus er während der Aufführungen in der auch Hoftheater genannten Spielstätte die Bühnentechnik zu koordinieren hatte.
Wie viele andere Kulturschaffende und Hofbeamte seiner Zeit wohnte auch Wagner noch in der Mitte des 19. Jahrhunderts nicht in der Altstadt der Residenzstadt Hannover, sondern laut dem Adreßbuch der Königlichen Haupt- und Residenzstadt Hannover von 1849 in der Calenberger Neustadt, und zwar in der dortigen Bäckerstraße 35.
Der von den Mitgliedern des Hoftheaters hochgeschätzte, Ende 1854 verstorbene Wagner wurde auf dem Alten St.-Nikolai-Friedhof bestattet, wenngleich üblicherweise die Bewohner der Calenberger Neustadt seinerzeit noch auf dem Neustädter oder St. Andreasfriedhof bestattet wurden. Die für ihn geschaffene hohe, schmale Grabstele hat sich bis heute als eines der bedeutenden Grabmäler im nordöstlichen Teil des Gartendenkmals erhalten, ist jedoch umgestürzt, in zwei Teile zerbrochen und findet sich Mitte 2016 eingesunken auf dem Rasen des St.-Nikolai-Friedhofes. Die zuletzt 2016 fotografisch dokumentierte Vorderseite der Grabstele „umfasst nur wenige biographische Daten, Verzierungen gibt es nicht.“ Die Rückseite war jedoch schon in der Nachkriegszeit in den Hannoverschen Geschichtsblättern dokumentiert worden und umfasst – lange vor der letzten Rechtschreibreform – im Sprachstil der Entstehungszeit des Kulturdenkmals die Inschrift

„Als Zeichen der Achtung gewidmet von sämtlichen Mitgliedern des königl. Hoff-Theaters“